# Anneliese Würtz
Anneliese Würtz (* 4. August 1900 in Lübeck; † April 1981 ebenda; vereinzelt auch als Annaliese Würtz geführt) war eine deutsche Schauspielerin, Hörspiel- und Synchronsprecherin.

## Leben
Anneliese Würtz nahm privaten Schauspielunterricht und spielte erste Rollen an Theatern in Osnabrück, Leipzig und Dresden. Anschließend war sie an verschiedenen Berliner Bühnen (Komödie, Lustspielhaus, Hebbel-Theater und Schillertheater) tätig.
Anneliese Würtz wirkte zudem in vielen Film-, Fernseh- und Hörspielproduktionen mit.
Sie spielte unter anderem im Jahr 1944 die Rolle der Zimmerwirtin Frau Windscheidt in dem heute noch sehr beliebtem Film Die Feuerzangenbowle von Helmut Weiss mit Heinz Rühmann, Erich Ponto, Paul Henckels und Hans Leibelt. Sie stand 1944 in der Gottbegnadeten-Liste des Reichsministeriums für Volksaufklärung und Propaganda.
Zudem wirkte Anneliese Würtz in den Spielfilmen Reifende Jugend aus dem Jahr 1933 von Carl Froelich mit Horst Beck und Albert Florath, 1939 Salonwagen E 417 von Paul Verhoeven mit Paul Hörbiger, Curd Jürgens und Käthe von Nagy und 1959 Peter schießt den Vogel ab unter der Regie von Géza von Cziffra mit Peter Alexander, Maria Sebaldt und Agnes Windeck mit. Ihren letzten Auftritt in einem Spielfilm hatte sie im Jahr 1978 mit der Figur der Isolde in Der Pfingstausflug von Michael Günther mit Elisabeth Bergner und Martin Held.
Ab den 1960er Jahren war sie auch als Darstellerin in verschiedenen Fernsehserien wie Das Kriminalmuseum, Drüben bei Lehmanns und Berlin – 0:00 bis 24:00 zu sehen.
Sie betätigte sich auch als Synchronsprecherin. So konnte man Anneliese Würtz in den Produktionen der Walt-Disney-Studios Cinderella, Alice im Wunderland und Dornröschen und der Prinz als deutsche Stimme hören.
Anneliese Würtz war mit dem Schauspieler Edgar Pauly verheiratet.

## Filmografie (Auswahl)
- 1933: Reifende Jugend
- 1934: Der Herr Senator. Die fliegende Ahnfrau
- 1935: Liselotte von der Pfalz
- 1935: Eine Seefahrt, die ist lustig
- 1936: Wenn der Hahn kräht
- 1936: Hummel – Hummel
- 1938: Eine Tat mit Vorbedacht
- 1938: Skandal um den Hahn
- 1939: Salonwagen E 417
- 1939: Hochzeit mit Hindernissen
- 1939: Kongo-Express
- 1940: Meine Tochter tut das nicht
- 1941: Männerwirtschaft
- 1943: Gefährtin meines Sommers
- 1943: Die goldene Spinne
- 1943/47: Jan und die Schwindlerin
- 1944: Der verzauberte Tag
- 1944: Die Feuerzangenbowle
- 1944: Die schwarze Robe
- 1944: Seinerzeit zu meiner Zeit
- 1944/48: Das kleine Hofkonzert
- 1944/52: Das Mädchen Juanita
- 1945: Der Mann im Sattel (UA: 2000)
- 1947: 1-2-3 Corona
- 1948: Unser Mittwochabend
- 1948: Vor uns liegt das Leben
- 1950: Semmelweis – Retter der Mütter
- 1953: Der keusche Josef
- 1954: Frau Holle
- 1955: Eine Frau genügt nicht?
- 1955: Drei Mädels vom Rhein
- 1955: Ihr Leibregiment
- 1956: Tausend Melodien
- 1956: Mein Vater, der Schauspieler
- 1956: Die Halbstarken
- 1956: Liane, das Mädchen aus dem Urwald
- 1958: Endstation Liebe
- 1958: Stefanie
- 1958: Scala – total verrückt
- 1959: Freddy, die Gitarre und das Meer
- 1959: Lockvogel der Nacht
- 1959: Peter schießt den Vogel ab
- 1959: La Paloma
- 1959: Alt Heidelberg
- 1960: Waldhausstraße 20 (Fernsehfilm)
- 1961: Die Ehe des Herrn Mississippi
- 1962: Axel Munthe – Der Arzt von San Michele
- 1963: Scotland Yard jagt Dr. Mabuse
- 1964: Abenteuerliche Geschichten (Serie) – Folge: Die Dschungelnacht
- 1964: Abenteuerliche Geschichten (Fernsehreihe) – Ein kleines Helles, bitte!
- 1967: Selbstbedienung (Fernsehfilm)
- 1967: Landarzt Dr. Brock (Fernsehserie) – Feueralarm
- 1968: Das Kriminalmuseum (Fernsehserie) – Die Reifenspur
- 1968: Quartett im Bett
- 1971: Drüben bei Lehmanns (Fernsehserie) als Frau Krüger
- 1973: Im Reservat
- 1975: Berlin – 0:00 bis 24:00 (Fernsehserie) – Kudamm gegen Bretzenheim
- 1975: Kommissariat 9 (Fernsehserie) – Herzlichst eingeladen
- 1977: Tagebuch eines Liebenden
- 1978: Der Pfingstausflug

## Theater
- 1940: Ernst Friese: Der Mann in der Wanne – Regie: Rudolf Koch-Riehl (Schiffbauerdamm-Theater)
- 1947: William Shakespeare: Das Wintermärchen (Paulina) – Regie: Fritz Genschow (Zehlendorfer Freilichtbühne am Waldsee)

## Hörspiele (Auswahl)
- 1947: Die Krämersgeschichte
- 1947: Eine Fahrt in den Frühling
- 1949: Es war einmal
- 1949: Abenteuer im Zoo
- 1953: Was sind denn sieben Jahre
- 1954: Die Straße nach Ancona
- 1954: Ferien im Viervierteltakt
- 1954: Bewährungsfrist
- 1956: Ich bin gleich wieder da
- 1956: Seine Majestät Mr. Seiler
- 1956: Ciske, die Ratte
- 1957: Die Reise nach Italien
- 1958: Friede für einen Abend?
- 1959: Die Lebensläufe des Herrn Schinowski
- 1959: Weihnachten war’s
- 1960: Diesseits der Grenze
- 1960: Oh mein Star
- 1960: Tanguy
- 1961: Die Besessenen
- 1961: Das Fenster zum Flur
- 1964: Der Besuch
- 1965: In den Staubkammern
- 1969: Sonniger Nachmittag
- 1972: Die sieben Punkte
- 1976: Mord am Lietzensee (zwei Teile)
- 1980: Kellerassel

## Synchronisation (Auswahl)
- 1948: Hafen der Versuchung
- 1950: Eine Stadt hält den Atem an
- 1950: Nur meiner Frau zuliebe
- 1951: Cinderella
- 1952: Alice im Wunderland
- 1956: Die Bestie
- 1956: Mit roher Gewalt
- 1957: …und immer lockt das Weib
- 1957: Krieg und Frieden
- 1959: Dornröschen und der Prinz
- 1960: Das Dorf der Verdammten
- 1960: Söhne und Liebhaber
- 1960: Mitternachtsspitzen
- 1963: Die Vögel
- 1965: Das Lächeln einer Sommernacht